# Gran Premio di superbike del Nürburgring 2008
Il Gran Premio di superbike di Nürburgring 2008 è la settima prova del mondiale superbike 2008, nello stesso fine settimana si corre il sesto gran premio stagionale del mondiale supersport 2008 ed il quarto gran premio stagionale della Superstock 1000 FIM Cup 2008.

## Superbike
Le classifiche del Campionato mondiale Superbike sono le seguenti:

### Superpole[1]
I primi sedici piloti partecipano alla superpole i restanti si qualificano con il miglior tempo ottenuto nelle due sessioni di qualifica.
| Pos. | Nº  | Naz.                   | Pilota             | Squadra                        | Motocicletta      | Sess. 1  | Sess. 2  | Giri | Superpole | Tempo    | Gap   | Avg     |
| ---- | --- | ---------------------- | ------------------ | ------------------------------ | ----------------- | -------- | -------- | ---- | --------- | -------- | ----- | ------- |
| 1º   | 76  | Germania (bandiera)    | Max Neukirchner    | Alstare Suzuki                 | Suzuki GSX-R 1000 | 1'57.929 | 1'57.124 | 38   | 1'55.471  | 1'55.471 |       | 160,154 |
| 2º   | 21  | Australia (bandiera)   | Troy Bayliss       | Ducati Xerox                   | Ducati 1098 F08   | 1'57.694 | 1'56.598 | 39   | 1'55.791  | 1'55.791 | 0.320 | 159,712 |
| 3º   | 7   | Spagna (bandiera)      | Carlos Checa       | Hannspree Ten Kate Honda       | Honda CBR1000RR   | 1'57.878 | 1'57.717 | 42   | 1'55.888  | 1'55.888 | 0.417 | 159,578 |
| 4º   | 41  | Giappone (bandiera)    | Noriyuki Haga      | Yamaha Motor Italia WSB        | Yamaha YZF-R1     | 1'58.020 | 1'57.252 | 34   | 1'56.401  | 1'56.401 | 0.930 | 158,875 |
| 5º   | 84  | Italia (bandiera)      | Michel Fabrizio    | Ducati Xerox                   | Ducati 1098 F08   | 1'58.044 | 1'57.579 | 41   | 1'56.436  | 1'56.436 | 0.965 | 158,827 |
| 6º   | 11  | Australia (bandiera)   | Troy Corser        | Yamaha Motor Italia WSB        | Yamaha YZF-R1     | 1'57.257 | 1'57.463 | 31   | 1'56.522  | 1'56.522 | 1.051 | 158,710 |
| 7º   | 57  | Italia (bandiera)      | Lorenzo Lanzi      | R.G. Team                      | Ducati 1098 RS 08 | 1'58.514 | 1'57.597 | 38   | 1'56.574  | 1'56.574 | 1.103 | 158,639 |
| 8º   | 3   | Italia (bandiera)      | Max Biaggi         | Sterilgarda Go Eleven          | Ducati 1098 RS 08 | 1'58.311 | 1'57.185 | 41   | 1'56.918  | 1'56.918 | 1.447 | 158,172 |
| 9º   | 31  | Australia (bandiera)   | Karl Muggeridge    | D.F. Racing                    | Honda CBR1000RR   | 1'58.976 | 1'57.973 | 33   | 1'56.980  | 1'56.980 | 1.509 | 158,089 |
| 10º  | 111 | Spagna (bandiera)      | Rubén Xaus         | Sterilgarda Go Eleven          | Ducati 1098 RS 08 | 1'58.258 | 1'57.312 | 34   | 1'57.053  | 1'57.053 | 1.582 | 157,990 |
| 11º  | 96  | Rep. Ceca (bandiera)   | Jakub Smrž         | Guandalini Racing by Grifo's   | Ducati 1098 RS 08 | 1'58.852 | 1'58.034 | 42   | 1'57.112  | 1'57.112 | 1.641 | 157,910 |
| 12º  | 23  | Giappone (bandiera)    | Ryūichi Kiyonari   | Hannspree Ten Kate Honda       | Honda CBR1000RR   | 1'58.399 | 1'58.024 | 37   | 1'57.143  | 1'57.143 | 1.672 | 157,869 |
| 13º  | 55  | Francia (bandiera)     | Régis Laconi       | Kawasaki PSG-1 Corse           | Kawasaki ZX-10R   | 1'57.989 | 1'57.660 | 24   | 1'57.301  | 1'57.301 | 1.830 | 157,656 |
| 14º  | 10  | Spagna (bandiera)      | Fonsi Nieto        | Suzuki Alstare                 | Suzuki GSX-R 1000 | 1'58.354 | 1'57.921 | 37   | 1'57.491  | 1'57.491 | 2.020 | 157,401 |
| 15º  | 194 | Francia (bandiera)     | Sébastien Gimbert  | Yamaha France Ipone GMT 94     | Yamaha YZF-R1     | 1'58.506 | 1'57.287 | 38   | 1'57.514  | 1'57.514 | 2.043 | 157,370 |
| 16º  | 34  | Giappone (bandiera)    | Yukio Kagayama     | Suzuki Alstare                 | Suzuki GSX-R 1000 | 1'57.956 | 1'57.714 | 41   |           | 1'57.714 |       | 157,103 |
| 17º  | 94  | Spagna (bandiera)      | David Checa        | Yamaha France Ipone GMT 94     | Yamaha YZF-R1     | 1'59.313 | 1'58.180 | 40   |           | 1'58.180 |       | 156,483 |
| 18º  | 36  | Spagna (bandiera)      | Gregorio Lavilla   | Ventaxia VK Honda              | Honda CBR1000RR   | 1'58.322 | 1'58.421 | 40   |           | 1'58.322 |       | 156,296 |
| 19º  | 38  | Giappone (bandiera)    | Shin'ichi Nakatomi | YZF Yamaha                     | Yamaha YZF-R1     | 1'59.642 | 1'58.512 | 42   |           | 1'58.512 |       | 156,045 |
| 20º  | 54  | Turchia (bandiera)     | Kenan Sofuoğlu     | Hannspree Ten Kate Honda Jr.   | Honda CBR1000RR   | 1'59.675 | 1'58.542 | 38   |           | 1'58.542 |       | 156,005 |
| 21º  | 100 | Giappone (bandiera)    | Makoto Tamada      | Kawasaki PSG-1 Corse           | Kawasaki ZX-10R   | 1'58.568 | 1'58.591 | 42   |           | 1'58.568 |       | 155,971 |
| 22º  | 86  | Italia (bandiera)      | Ayrton Badovini    | Team Pedercini                 | Kawasaki ZX-10R   | 1'59.720 | 1'58.654 | 35   |           | 1'58.654 |       | 155,858 |
| 23º  | 83  | Australia (bandiera)   | Russell Holland    | D.F. Racing - Bertocchi        | Honda CBR1000RR   | 2'01.082 | 1'59.427 | 38   |           | 1'59.427 |       | 154,849 |
| 24º  | 88  | Giappone (bandiera)    | Shūhei Aoyama      | Alto Evolution Honda Superbike | Honda CBR1000RR   | 1'59.488 | 1'59.918 | 40   |           | 1'59.488 |       | 154,770 |
| 25º  | 44  | Italia (bandiera)      | Roberto Rolfo      | Hannspree Honda Althea         | Honda CBR1000RR   | 1'59.690 | 1'59.812 | 39   |           | 1'59.690 |       | 154,509 |
| 26º  | 13  | Italia (bandiera)      | Vittorio Iannuzzo  | Team Pedercini                 | Kawasaki ZX-10R   | 2'00.705 | 1'59.789 | 39   |           | 1'59.789 |       | 154,381 |
| 27º  | 43  | Stati Uniti (bandiera) | Jason Pridmore     | Alto Evolution Honda Superbike | Honda CBR1000RR   | 2'00.620 | 2'00.465 | 34   |           | 2'00.465 |       | 153,515 |
| 28º  | 77  | Francia (bandiera)     | Loic Napoleone     | Grillini PBR                   | Yamaha YZF-R1     | 2'03.499 | 2'01.062 | 37   |           | 2'01.062 |       | 152,758 |

### Gara 1[2]

#### Arrivati al traguardo
| Pos. | Nº  | Naz.                 | Pilota             | Squadra                      | Motocicletta      | Giri | Tempo     | Giro veloce | Velocità | Punti |
| ---- | --- | -------------------- | ------------------ | ---------------------------- | ----------------- | ---- | --------- | ----------- | -------- | ----- |
| 1º   | 41  | Giappone (bandiera)  | Noriyuki Haga      | Yamaha Motor Italia WSB      | Yamaha YZF-R1     | 20   | 39'19.427 | 1'57.307    | 267,5    | 25    |
| 2º   | 21  | Australia (bandiera) | Troy Bayliss       | Ducati Xerox                 | Ducati 1098 F08   | 20   | +2.025    | 1'57.276    | 272,2    | 20    |
| 3º   | 76  | Germania (bandiera)  | Max Neukirchner    | Alstare Suzuki               | Suzuki GSX-R 1000 | 20   | +2.792    | 1'57.542    | 271,5    | 16    |
| 4º   | 11  | Australia (bandiera) | Troy Corser        | Yamaha Motor Italia WSB      | Yamaha YZF-R1     | 20   | +5.458    | 1'57.503    | 272,2    | 13    |
| 5º   | 7   | Spagna (bandiera)    | Carlos Checa       | Hannspree Ten Kate Honda     | Honda CBR1000RR   | 20   | +10.225   | 1'57.564    | 270,2    | 11    |
| 6º   | 111 | Spagna (bandiera)    | Rubén Xaus         | Sterilgarda Go Eleven        | Ducati 1098 RS 08 | 20   | +10.462   | 1'57.627    | 266,2    | 10    |
| 7º   | 84  | Italia (bandiera)    | Michel Fabrizio    | Ducati Xerox                 | Ducati 1098 F08   | 20   | +17.018   | 1'57.516    | 270,2    | 9     |
| 8º   | 10  | Spagna (bandiera)    | Fonsi Nieto        | Suzuki Alstare               | Suzuki GSX-R 1000 | 20   | +20.520   | 1'57.690    | 269,5    | 8     |
| 9º   | 100 | Giappone (bandiera)  | Makoto Tamada      | Kawasaki PSG-1 Corse         | Kawasaki ZX-10R   | 20   | +21.162   | 1'57.675    | 268,2    | 7     |
| 10º  | 31  | Australia (bandiera) | Karl Muggeridge    | D.F. Racing                  | Honda CBR1000RR   | 20   | +22.650   | 1'57.656    | 266,8    | 6     |
| 11º  | 96  | Rep. Ceca (bandiera) | Jakub Smrž         | Guandalini Racing by Grifo's | Ducati 1098 RS 08 | 20   | +22.845   | 1'57.806    | 270,2    | 5     |
| 12º  | 23  | Giappone (bandiera)  | Ryūichi Kiyonari   | Hannspree Ten Kate Honda     | Honda CBR1000RR   | 20   | +25.555   | 1'58.297    | 268,8    | 4     |
| 13º  | 3   | Italia (bandiera)    | Max Biaggi         | Sterilgarda Go Eleven        | Ducati 1098 RS 08 | 20   | +25.879   | 1'58.130    | 268,2    | 3     |
| 14º  | 55  | Francia (bandiera)   | Régis Laconi       | Kawasaki PSG-1 Corse         | Kawasaki ZX-10R   | 20   | +26.288   | 1'58.472    | 265,5    | 2     |
| 15º  | 194 | Francia (bandiera)   | Sébastien Gimbert  | Yamaha France Ipone GMT 94   | Yamaha YZF-R1     | 20   | +32.824   | 1'58.618    | 262,3    | 1     |
| 16º  | 44  | Italia (bandiera)    | Roberto Rolfo      | Hannspree Honda Althea       | Honda CBR1000RR   | 20   | +42.157   | 1'59.094    | 270,9    |       |
| 17º  | 86  | Italia (bandiera)    | Ayrton Badovini    | Team Pedercini               | Kawasaki ZX-10R   | 20   | +42.486   | 1'59.131    | 266,8    |       |
| 18º  | 38  | Giappone (bandiera)  | Shin'ichi Nakatomi | YZF Yamaha                   | Yamaha YZF-R1     | 20   | +52.232   | 1'58.902    | 266,8    |       |
| 19º  | 83  | Australia (bandiera) | Russell Holland    | D.F. Racing - Bertocchi      | Honda CBR1000RR   | 20   | +52.387   | 1'59.457    | 264,9    |       |
| 20º  | 13  | Italia (bandiera)    | Vittorio Iannuzzo  | Team Pedercini               | Kawasaki ZX-10R   | 20   | +1'00.099 | 1'59.526    | 262,9    |       |

#### Ritirati
| Nº | Naz.                   | Pilota           | Squadra                        | Motocicletta      | Giri | Giro veloce | Velocità |
| -- | ---------------------- | ---------------- | ------------------------------ | ----------------- | ---- | ----------- | -------- |
| 77 | Francia (bandiera)     | Loic Napoleone   | Grillini PBR                   | Yamaha YZF-R1     | 16   | 2'01.182    | 258,5    |
| 57 | Italia (bandiera)      | Lorenzo Lanzi    | R.G. Team                      | Ducati 1098 RS 08 | 16   | 1'59.394    | 263,6    |
| 43 | Stati Uniti (bandiera) | Jason Pridmore   | Alto Evolution Honda Superbike | Honda CBR1000RR   | 12   | 2'00.023    | 259,8    |
| 54 | Turchia (bandiera)     | Kenan Sofuoğlu   | Hannspree Ten Kate Honda Jr.   | Honda CBR1000RR   | 6    | 1'59.408    | 268,2    |
| 94 | Spagna (bandiera)      | David Checa      | Yamaha France Ipone GMT 94     | Yamaha YZF-R1     | 5    | 1'59.116    | 261,7    |
| 88 | Giappone (bandiera)    | Shūhei Aoyama    | Alto Evolution Honda Superbike | Honda CBR1000RR   | 3    | 2'26.802    | 262,3    |
| 36 | Spagna (bandiera)      | Gregorio Lavilla | Ventaxia VK Honda              | Honda CBR1000RR   | 0    |             |          |

### Gara 2[3]

#### Arrivati al traguardo
| Pos. | Nº  | Naz.                   | Pilota             | Squadra                        | Motocicletta      | Giri | Tempo     | Giro veloce | Velocità | Punti |
| ---- | --- | ---------------------- | ------------------ | ------------------------------ | ----------------- | ---- | --------- | ----------- | -------- | ----- |
| 1º   | 41  | Giappone (bandiera)    | Noriyuki Haga      | Yamaha Motor Italia WSB        | Yamaha YZF-R1     | 14   | 27'26.594 | 1'56.892    | 268,8    | 25    |
| 2º   | 11  | Australia (bandiera)   | Troy Corser        | Yamaha Motor Italia WSB        | Yamaha YZF-R1     | 14   | +0.150    | 1'56.980    | 269,5    | 20    |
| 3º   | 76  | Germania (bandiera)    | Max Neukirchner    | Alstare Suzuki                 | Suzuki GSX-R 1000 | 14   | +5.316    | 1'57.146    | 268,8    | 16    |
| 4º   | 21  | Australia (bandiera)   | Troy Bayliss       | Ducati Xerox                   | Ducati 1098 F08   | 14   | +7.651    | 1'56.953    | 269,5    | 13    |
| 5º   | 7   | Spagna (bandiera)      | Carlos Checa       | Hannspree Ten Kate Honda       | Honda CBR1000RR   | 14   | +7.951    | 1'57.167    | 269,5    | 11    |
| 6º   | 84  | Italia (bandiera)      | Michel Fabrizio    | Ducati Xerox                   | Ducati 1098 F08   | 14   | +9.027    | 1'57.202    | 270,9    | 10    |
| 7º   | 3   | Italia (bandiera)      | Max Biaggi         | Sterilgarda Go Eleven          | Ducati 1098 RS 08 | 14   | +9.420    | 1'57.175    | 270,9    | 9     |
| 8º   | 111 | Spagna (bandiera)      | Rubén Xaus         | Sterilgarda Go Eleven          | Ducati 1098 RS 08 | 14   | +9.916    | 1'57.436    | 265,5    | 8     |
| 9º   | 10  | Spagna (bandiera)      | Fonsi Nieto        | Suzuki Alstare                 | Suzuki GSX-R 1000 | 14   | +12.862   | 1'57.281    | 266,8    | 7     |
| 10º  | 55  | Francia (bandiera)     | Régis Laconi       | Kawasaki PSG-1 Corse           | Kawasaki ZX-10R   | 14   | +13.559   | 1'57.465    | 265,5    | 6     |
| 11º  | 23  | Giappone (bandiera)    | Ryūichi Kiyonari   | Hannspree Ten Kate Honda       | Honda CBR1000RR   | 14   | +13.960   | 1'57.335    | 272,9    | 5     |
| 12º  | 31  | Australia (bandiera)   | Karl Muggeridge    | D.F. Racing                    | Honda CBR1000RR   | 14   | +16.172   | 1'57.612    | 266,8    | 4     |
| 13º  | 100 | Giappone (bandiera)    | Makoto Tamada      | Kawasaki PSG-1 Corse           | Kawasaki ZX-10R   | 14   | +17.946   | 1'57.808    | 266,2    | 3     |
| 14º  | 36  | Spagna (bandiera)      | Gregorio Lavilla   | Ventaxia VK Honda              | Honda CBR1000RR   | 14   | +22.815   | 1'58.064    | 262,9    | 2     |
| 15º  | 94  | Spagna (bandiera)      | David Checa        | Yamaha France Ipone GMT 94     | Yamaha YZF-R1     | 14   | +23.758   | 1'57.788    | 268,2    | 1     |
| 16º  | 194 | Francia (bandiera)     | Sébastien Gimbert  | Yamaha France Ipone GMT 94     | Yamaha YZF-R1     | 14   | +24.127   | 1'57.972    | 264,2    |       |
| 17º  | 44  | Italia (bandiera)      | Roberto Rolfo      | Hannspree Honda Althea         | Honda CBR1000RR   | 14   | +24.421   | 1'58.016    | 270,9    |       |
| 18º  | 38  | Giappone (bandiera)    | Shin'ichi Nakatomi | YZF Yamaha                     | Yamaha YZF-R1     | 14   | +25.356   | 1'58.224    | 270,2    |       |
| 19º  | 83  | Australia (bandiera)   | Russell Holland    | D.F. Racing - Bertocchi        | Honda CBR1000RR   | 14   | +25.729   | 1'58.163    | 264,9    |       |
| 20º  | 57  | Italia (bandiera)      | Lorenzo Lanzi      | R.G. Team                      | Ducati 1098 RS 08 | 14   | +28.846   | 1'58.772    | 262,3    |       |
| 21º  | 54  | Turchia (bandiera)     | Kenan Sofuoğlu     | Hannspree Ten Kate Honda Jr.   | Honda CBR1000RR   | 14   | +33.107   | 1'57.699    | 270,2    |       |
| 22º  | 77  | Francia (bandiera)     | Loic Napoleone     | Grillini PBR                   | Yamaha YZF-R1     | 14   | +54.255   | 2'00.348    | 259,8    |       |
| 23º  | 43  | Stati Uniti (bandiera) | Jason Pridmore     | Alto Evolution Honda Superbike | Honda CBR1000RR   | 14   | +1'04.877 | 1'59.596    | 256,7    |       |
| 24º  | 88  | Giappone (bandiera)    | Shūhei Aoyama      | Alto Evolution Honda Superbike | Honda CBR1000RR   | 13   | +1 giro   | 2'00.526    | 258,5    |       |

#### Ritirati
| Nº | Naz.                 | Pilota            | Squadra                      | Motocicletta      | Giri | Giro veloce | Velocità |
| -- | -------------------- | ----------------- | ---------------------------- | ----------------- | ---- | ----------- | -------- |
| 96 | Rep. Ceca (bandiera) | Jakub Smrž        | Guandalini Racing by Grifo's | Ducati 1098 RS 08 | 6    | 1'57.981    | 268,8    |
| 86 | Italia (bandiera)    | Ayrton Badovini   | Team Pedercini               | Kawasaki ZX-10R   | 5    | 1'58.818    | 266,8    |
| 13 | Italia (bandiera)    | Vittorio Iannuzzo | Team Pedercini               | Kawasaki ZX-10R   | 5    | 1'59.285    | 262,9    |

## Supersport
Le classifiche del Campionato mondiale Supersport sono le seguenti:

### Qualifiche[4]
| Pos. | Nº  | Naz.                   | Pilota               | Squadra                           | Motocicletta    | Sess. 1  | Sess. 2  | Tempo    | Gap   | Avg     | Giri |
| ---- | --- | ---------------------- | -------------------- | --------------------------------- | --------------- | -------- | -------- | -------- | ----- | ------- | ---- |
| 1º   | 23  | Australia (bandiera)   | Broc Parkes          | Yamaha World Supersport           | Yamaha YZF-R6   | 2'00.743 | 2'00.015 | 2'00.015 |       | 154,091 | 31   |
| 2º   | 18  | Regno Unito (bandiera) | Craig Jones          | Parkalgar Racing                  | Honda CBR600RR  | 2'01.529 | 2'00.473 | 2'00.473 | 0.458 | 153,505 | 33   |
| 3º   | 25  | Australia (bandiera)   | Joshua Brookes       | Hannspree Stiggy Motorsport Honda | Honda CBR600RR  | 2'02.770 | 2'00.669 | 2'00.669 | 0.654 | 153,256 | 33   |
| 4º   | 88  | Australia (bandiera)   | Andrew Pitt          | Hannspree Ten Kate Honda          | Honda CBR600RR  | 2'01.797 | 2'00.727 | 2'00.727 | 0.712 | 153,182 | 33   |
| 5º   | 8   | Australia (bandiera)   | Mark Aitchison       | Triumph Italia BE1 Racing         | Triumph 675     | 2'01.659 | 2'00.965 | 2'00.965 | 0.950 | 152,881 | 31   |
| 6º   | 14  | Francia (bandiera)     | Matthieu Lagrive     | Intermoto Czech                   | Honda CBR600RR  | 2'02.154 | 2'00.967 | 2'00.967 | 0.952 | 152,878 | 29   |
| 7º   | 111 | Germania (bandiera)    | Arne Tode            | G-LAB Racing Sport Evolution      | Triumph 675     | 2'02.960 | 2'01.051 | 2'01.051 | 1.036 | 152,772 | 26   |
| 8º   | 6   | Regno Unito (bandiera) | Tommy Hill           | Hannspree Honda Althea            | Honda CBR600RR  | 2'04.980 | 2'01.115 | 2'01.115 | 1.100 | 152,691 | 29   |
| 9º   | 77  | Paesi Bassi (bandiera) | Barry Veneman        | RES Software Hoegee Suzuki        | Suzuki GSX-R600 | 2'02.157 | 2'01.178 | 2'01.178 | 1.163 | 152,612 | 32   |
| 10º  | 99  | Francia (bandiera)     | Fabien Foret         | Yamaha World Supersport           | Yamaha YZF-R6   | 2'01.951 | 2'01.202 | 2'01.202 | 1.187 | 152,582 | 28   |
| 11º  | 26  | Spagna (bandiera)      | Joan Lascorz         | Glaner Motocard.com               | Honda CBR600RR  | 2'02.666 | 2'01.229 | 2'01.229 | 1.214 | 152,548 | 32   |
| 12º  | 127 | Danimarca (bandiera)   | Robbin Harms         | Hannspree Stiggy Motorsport Honda | Honda CBR600RR  | 2'03.996 | 2'01.242 | 2'01.242 | 1.227 | 152,531 | 31   |
| 13º  | 65  | Regno Unito (bandiera) | Jonathan Rea         | Hannspree Ten Kate Honda          | Honda CBR600RR  | 2'01.909 | 2'01.281 | 2'01.281 | 1.266 | 152,482 | 33   |
| 14º  | 52  | Spagna (bandiera)      | José David de Gea    | Yamaha Spain                      | Yamaha YZF-R6   | 2'02.363 | 2'01.357 | 2'01.357 | 1.342 | 152,387 | 31   |
| 15º  | 83  | Belgio (bandiera)      | Didier Van Keymeulen | RES Software Hoegee Suzuki        | Suzuki GSX-R600 | 2'02.386 | 2'01.474 | 2'01.474 | 1.459 | 152,240 | 31   |
| 16º  | 69  | Italia (bandiera)      | Gianluca Nannelli    | Hannspree Honda Althea            | Honda CBR600RR  | 2'03.594 | 2'01.681 | 2'01.681 | 1.666 | 151,981 | 32   |
| 17º  | 47  | Italia (bandiera)      | Ivan Clementi        | Triumph Italia BE1 Racing         | Triumph 675     | 2'04.072 | 2'01.693 | 2'01.693 | 1.678 | 151,966 | 24   |
| 18º  | 105 | Italia (bandiera)      | Gianluca Vizziello   | Berry Racing                      | Honda CBR600RR  | 2'03.537 | 2'01.915 | 2'01.915 | 1.900 | 151,689 | 29   |
| 19º  | 124 | Australia (bandiera)   | Jeremy Crowe         | Yamaha Spain                      | Yamaha YZF-R6   | 2'03.951 | 2'01.928 | 2'01.928 | 1.913 | 151,673 | 33   |
| 20º  | 9   | Regno Unito (bandiera) | Chris Walker         | Kawasaki Gil Motor Sport          | Kawasaki ZX-6R  | 2'03.487 | 2'02.031 | 2'02.031 | 2.016 | 151,545 | 30   |
| 21º  | 55  | Italia (bandiera)      | Massimo Roccoli      | Yamaha Lorenzini By Leoni         | Yamaha YZF-R6   | 2'03.218 | 2'02.078 | 2'02.078 | 2.063 | 151,487 | 31   |
| 22º  | 38  | Francia (bandiera)     | Grégory Leblanc      | CRS Grand Prix                    | Honda CBR600RR  | 2'03.881 | 2'02.270 | 2'02.270 | 2.255 | 151,249 | 28   |
| 23º  | 21  | Giappone (bandiera)    | Katsuaki Fujiwara    | Kawasaki Gil Motor Sport          | Kawasaki ZX-6R  | 2'04.381 | 2'02.295 | 2'02.295 | 2.280 | 151,218 | 28   |
| 24º  | 31  | Finlandia (bandiera)   | Vesa Kallio          | Benjan Racing                     | Honda CBR600RR  | 2'03.810 | 2'02.307 | 2'02.307 | 2.292 | 151,203 | 31   |
| 25º  | 17  | Portogallo (bandiera)  | Miguel Praia         | Parkalgar Racing                  | Honda CBR600RR  | 2'04.574 | 2'02.694 | 2'02.694 | 2.679 | 150,726 | 31   |
| 26º  | 199 | Italia (bandiera)      | Danilo Dell'Omo      | HP Racing                         | Honda CBR600RR  | 2'04.847 | 2'02.883 | 2'02.883 | 2.868 | 150,494 | 29   |
| 27º  | 37  | San Marino (bandiera)  | William De Angelis   | Intermoto Czech                   | Honda CBR600RR  | 2'04.297 | 2'03.134 | 2'03.134 | 3.119 | 150,188 | 28   |
| 28º  | 34  | Ungheria (bandiera)    | Balázs Németh        | Factory Racing                    | Honda CBR600RR  | 2'06.138 | 2'03.185 | 2'03.185 | 3.170 | 150,125 | 35   |
| 29º  | 81  | Regno Unito (bandiera) | Graeme Gowland       | Berry Racing                      | Honda CBR600RR  | 2'04.753 | 2'03.340 | 2'03.340 | 3.325 | 149,937 | 33   |
| 30º  | 51  | Spagna (bandiera)      | Santiago Barragán    | Glaner Motocard.com               | Honda CBR600RR  | 2'06.036 | 2'03.611 | 2'03.611 | 3.596 | 149,608 | 30   |
| 31º  | 96  | Germania (bandiera)    | Jesco Günther        | Wilbers Racing                    | Triumph 675     | 2'04.132 |          | 2'04.132 | 4.117 | 148,980 | 14   |
| 32º  | 72  | Ungheria (bandiera)    | Attila Magda         | Factory Racing                    | Honda CBR600RR  | 2'06.431 | 2'04.978 | 2'04.978 | 4.963 | 147,972 | 35   |
| 33º  | 4   | Italia (bandiera)      | Lorenzo Alfonsi      | Team PMS                          | Honda CBR600RR  | 2'05.950 | 2'05.248 | 2'05.248 | 5.233 | 147,653 | 32   |

### Gara[5]

#### Arrivati al traguardo
| Pos. | Nº  | Naz.                   | Pilota               | Squadra                           | Motocicletta    | Giri | Tempo     | Giro veloce | Velocità | Punti |
| ---- | --- | ---------------------- | -------------------- | --------------------------------- | --------------- | ---- | --------- | ----------- | -------- | ----- |
| 1º   | 88  | Australia (bandiera)   | Andrew Pitt          | Hannspree Ten Kate Honda          | Honda CBR600RR  | 19   | 38'26.584 | 2'00.659    | 254,9    | 25    |
| 2º   | 25  | Australia (bandiera)   | Joshua Brookes       | Hannspree Stiggy Motorsport Honda | Honda CBR600RR  | 19   | +0.387    | 2'00.532    | 251,9    | 20    |
| 3º   | 23  | Australia (bandiera)   | Broc Parkes          | Yamaha World Supersport           | Yamaha YZF-R6   | 19   | +1.379    | 2'00.452    | 251,3    | 16    |
| 4º   | 99  | Francia (bandiera)     | Fabien Foret         | Yamaha World Supersport           | Yamaha YZF-R6   | 19   | +10.279   | 2'00.887    | 253,7    | 13    |
| 5º   | 18  | Regno Unito (bandiera) | Craig Jones          | Parkalgar Racing                  | Honda CBR600RR  | 19   | +11.624   | 2'00.820    | 251,9    | 11    |
| 6º   | 65  | Regno Unito (bandiera) | Jonathan Rea         | Hannspree Ten Kate Honda          | Honda CBR600RR  | 19   | +19.211   | 2'01.219    | 256,1    | 10    |
| 7º   | 83  | Belgio (bandiera)      | Didier Van Keymeulen | RES Software Hoegee Suzuki        | Suzuki GSX-R600 | 19   | +28.775   | 2'01.603    | 249,6    | 9     |
| 8º   | 111 | Germania (bandiera)    | Arne Tode            | G-LAB Racing Sport Evolution      | Triumph 675     | 19   | +28.890   | 2'01.633    | 248,4    | 8     |
| 9º   | 9   | Regno Unito (bandiera) | Chris Walker         | Kawasaki Gil Motor Sport          | Kawasaki ZX-6R  | 19   | +28.990   | 2'02.085    | 249,6    | 7     |
| 10º  | 31  | Finlandia (bandiera)   | Vesa Kallio          | Benjan Racing                     | Honda CBR600RR  | 19   | +37.853   | 2'02.150    | 249,6    | 6     |
| 11º  | 21  | Giappone (bandiera)    | Katsuaki Fujiwara    | Kawasaki Gil Motor Sport          | Kawasaki ZX-6R  | 19   | +43.101   | 2'02.066    | 251,3    | 5     |
| 12º  | 26  | Spagna (bandiera)      | Joan Lascorz         | Glaner Motocard.com               | Honda CBR600RR  | 19   | +51.843   | 2'01.229    | 249,6    | 4     |
| 13º  | 17  | Portogallo (bandiera)  | Miguel Praia         | Parkalgar Racing                  | Honda CBR600RR  | 19   | +54.459   | 2'03.025    | 250,7    | 3     |
| 14º  | 105 | Italia (bandiera)      | Gianluca Vizziello   | Berry Racing                      | Honda CBR600RR  | 19   | +54.653   | 2'02.973    | 253,1    | 2     |
| 15º  | 124 | Australia (bandiera)   | Jeremy Crowe         | Yamaha Spain                      | Yamaha YZF-R6   | 19   | +54.705   | 2'02.906    | 251,9    | 1     |
| 16º  | 34  | Ungheria (bandiera)    | Balázs Németh        | Factory Racing                    | Honda CBR600RR  | 19   | +54.818   | 2'02.853    | 248,4    |       |
| 17º  | 38  | Francia (bandiera)     | Grégory Leblanc      | CRS Grand Prix                    | Honda CBR600RR  | 19   | +58.623   | 2'03.023    | 249,6    |       |
| 18º  | 37  | San Marino (bandiera)  | William De Angelis   | Intermoto Czech                   | Honda CBR600RR  | 19   | +1'03.132 | 2'03.229    | 246,7    |       |
| 19º  | 81  | Regno Unito (bandiera) | Graeme Gowland       | Berry Racing                      | Honda CBR600RR  | 19   | +1'08.323 | 2'04.038    | 246,7    |       |
| 20º  | 199 | Italia (bandiera)      | Danilo Dell'Omo      | HP Racing                         | Honda CBR600RR  | 19   | +1'08.443 | 2'03.765    | 244,0    |       |
| 21º  | 72  | Ungheria (bandiera)    | Attila Magda         | Factory Racing                    | Honda CBR600RR  | 19   | +1'25.250 | 2'04.490    | 246,2    |       |

#### Ritirati
| Nº  | Naz.                 | Pilota            | Squadra                           | Motocicletta   | Giri | Giro veloce | Velocità |
| --- | -------------------- | ----------------- | --------------------------------- | -------------- | ---- | ----------- | -------- |
| 8   | Australia (bandiera) | Mark Aitchison    | Triumph Italia BE1 Racing         | Triumph 675    | 16   | 2'03.190    | 245,1    |
| 55  | Italia (bandiera)    | Massimo Roccoli   | Yamaha Lorenzini By Leoni         | Yamaha YZF-R6  | 15   | 2'01.889    | 254,9    |
| 51  | Spagna (bandiera)    | Santiago Barragán | Glaner Motocard.com               | Honda CBR600RR | 14   | 2'04.115    | 245,1    |
| 47  | Italia (bandiera)    | Ivan Clementi     | Triumph Italia BE1 Racing         | Triumph 675    | 10   | 2'02.454    | 248,4    |
| 14  | Francia (bandiera)   | Matthieu Lagrive  | Intermoto Czech                   | Honda CBR600RR | 7    | 2'01.243    | 253,1    |
| 127 | Danimarca (bandiera) | Robbin Harms      | Hannspree Stiggy Motorsport Honda | Honda CBR600RR | 7    | 2'01.414    | 252,5    |
| 69  | Italia (bandiera)    | Gianluca Nannelli | Hannspree Honda Althea            | Honda CBR600RR | 6    | 2'04.246    | 243,4    |
| 4   | Italia (bandiera)    | Lorenzo Alfonsi   | Team PMS                          | Honda CBR600RR | 2    | 2'06.909    | 239,6    |

#### Non partiti
| Nº | Naz.                   | Pilota            | Squadra                    | Motocicletta    |
| -- | ---------------------- | ----------------- | -------------------------- | --------------- |
| 77 | Paesi Bassi (bandiera) | Barry Veneman     | RES Software Hoegee Suzuki | Suzuki GSX-R600 |
| 52 | Spagna (bandiera)      | José David de Gea | Yamaha Spain               | Yamaha YZF-R6   |
| 6  | Regno Unito (bandiera) | Tommy Hill        | Hannspree Honda Althea     | Honda CBR600RR  |

## Superstock

### Qualifiche[6]
| Pos. | Nº  | Naz.                   | Pilota             | Squadra                      | Motocicletta        | Sess. 1  | Sess. 2  | Tempo    | Gap    | Avg     | Giri |
| ---- | --- | ---------------------- | ------------------ | ---------------------------- | ------------------- | -------- | -------- | -------- | ------ | ------- | ---- |
| 1º   | 155 | Australia (bandiera)   | Brendan Roberts    | Ducati Xerox Junior          | Ducati 1098R        | 2'00.377 | 2'20.447 | 2'00.377 |        | 153,627 | 20   |
| 2º   | 21  | Francia (bandiera)     | Maxime Berger      | Hannspree IDS Ten Kate Honda | Honda CBR 1000RR    | 2'00.960 | 2'22.413 | 2'00.960 | 0.583  | 152,887 | 21   |
| 3º   | 34  | Italia (bandiera)      | Davide Giugliano   | Cruciani Moto Suzuki Italia  | Suzuki GSX-R1000 K8 | 2'01.326 |          | 2'01.326 | 0.949  | 152,426 | 15   |
| 4º   | 35  | Germania (bandiera)    | Dominic Lammert    | Suzuki International Europe  | Suzuki GSX-R1000    | 2'01.351 | 2'22.643 | 2'01.351 | 0.974  | 152,394 | 20   |
| 5º   | 19  | Belgio (bandiera)      | Xavier Siméon      | Alstare Suzuki               | Suzuki GSX-R1000    | 2'02.056 | 2'24.882 | 2'02.056 | 1.679  | 151,514 | 20   |
| 6º   | 51  | Italia (bandiera)      | Michele Pirro      | Yamaha Lorenzini By Leoni    | Yamaha YZF-R1       | 2'02.120 | 2'22.162 | 2'02.120 | 1.743  | 151,435 | 14   |
| 7º   | 96  | Rep. Ceca (bandiera)   | Matěj Smrž         | MS Racing                    | Honda CBR 1000RR    | 2'02.192 | 2'21.714 | 2'02.192 | 1.815  | 151,345 | 23   |
| 8º   | 111 | Italia (bandiera)      | Fabrizio Perotti   | Cruciani Moto Suzuki Italia  | Suzuki GSX-R1000 K8 | 2'02.520 |          | 2'02.520 | 2.143  | 150,940 | 18   |
| 9º   | 71  | Italia (bandiera)      | Claudio Corti      | Yamaha Motor Italia Jun.Team | Yamaha YZF-R1       | 2'02.552 | 2'25.296 | 2'02.552 | 2.175  | 150,901 | 22   |
| 10º  | 8   | Italia (bandiera)      | Andrea Antonelli   | Althea Racing AX 52          | Honda CBR 1000RR    | 2'02.561 | 2'22.979 | 2'02.561 | 2.184  | 150,890 | 24   |
| 11º  | 15  | Italia (bandiera)      | Matteo Baiocco     | O Six Kawasaki Supported     | Kawasaki ZX-10R     | 2'02.693 |          | 2'02.693 | 2.316  | 150,727 | 16   |
| 12º  | 78  | Francia (bandiera)     | Freddy Foray       | Coutelle Junior Team Suzuki  | Suzuki GSX-R1000 K8 | 2'02.743 | 2'28.015 | 2'02.743 | 2.366  | 150,666 | 21   |
| 13º  | 16  | Paesi Bassi (bandiera) | Raymond Schouten   | Vd Heyden Motors Yamaha      | Yamaha YZF-R1       | 2'02.792 | 2'22.586 | 2'02.792 | 2.415  | 150,606 | 23   |
| 14º  | 119 | Italia (bandiera)      | Michele Magnoni    | Yamaha Lorenzini By Leoni    | Yamaha YZF-R1       | 2'02.835 | 2'29.046 | 2'02.835 | 2.458  | 150,553 | 21   |
| 15º  | 20  | Francia (bandiera)     | Sylvain Barrier    | YZF Yamaha Junior            | Yamaha YZF-R1       | 2'02.944 | 2'30.820 | 2'02.944 | 2.567  | 150,420 | 21   |
| 16º  | 88  | Francia (bandiera)     | Kenny Foray        | Zone Rouge                   | Yamaha YZF-R1       | 2'03.059 | 2'24.857 | 2'03.059 | 2.682  | 150,279 | 23   |
| 17º  | 77  | Regno Unito (bandiera) | Barry Liam Burrell | MS Racing                    | Honda CBR 1000RR    | 2'03.153 | 2'30.151 | 2'03.153 | 2.776  | 150,164 | 21   |
| 18º  | 30  | Svizzera (bandiera)    | Michaël Savary     | Coutelle Junior Team Suzuki  | Suzuki GSX-R1000 K8 | 2'03.318 | 2'32.023 | 2'03.318 | 2.941  | 149,964 | 20   |
| 19º  | 33  | Estonia (bandiera)     | Marko Rohtlaan     | Azione Corse                 | Honda CBR 1000RR    | 2'03.351 |          | 2'03.351 | 2.974  | 149,923 | 17   |
| 20º  | 132 | Francia (bandiera)     | Yoann Tiberio      | Team Pedercini               | Kawasaki ZX-10R     | 2'03.441 | 2'24.141 | 2'03.441 | 3.064  | 149,814 | 21   |
| 21º  | 87  | Australia (bandiera)   | Gareth Jones       | MIST Suzuki Racing           | Suzuki GSX-R1000 K8 | 2'03.512 | 2'17.191 | 2'03.512 | 3.135  | 149,728 | 22   |
| 22º  | 23  | Australia (bandiera)   | Chris Seaton       | Celani Team Suzuki Italia    | Suzuki GSX-R1000 K8 | 2'03.561 | 2'54.077 | 2'03.561 | 3.184  | 149,669 | 17   |
| 23º  | 14  | Svezia (bandiera)      | Filip Backlund     | MTM Racing                   | Suzuki GSX-R1000 K8 | 2'03.647 | 2'30.821 | 2'03.647 | 3.270  | 149,564 | 22   |
| 24º  | 12  | Italia (bandiera)      | Alessio Aldrovandi | Team Pedercini               | Kawasaki ZX-10R     | 2'03.773 | 2'25.085 | 2'03.773 | 3.396  | 149,412 | 21   |
| 25º  | 89  | Italia (bandiera)      | Domenico Colucci   | Ducati Xerox Junior          | Ducati 1098R        | 2'03.879 | 2'29.978 | 2'03.879 | 3.502  | 149,284 | 21   |
| 26º  | 41  | Svizzera (bandiera)    | Gregory Junod      | PCP Peko Racing              | Yamaha YZF-R1       | 2'04.279 | 2'26.605 | 2'04.279 | 3.902  | 148,804 | 25   |
| 27º  | 18  | Regno Unito (bandiera) | Matt Bond          | MIST Suzuki Racing           | Suzuki GSX-R1000 K8 | 2'04.328 | 2'24.035 | 2'04.328 | 3.951  | 148,745 | 22   |
| 28º  | 5   | Paesi Bassi (bandiera) | Danny De Boer      | MQP Racing                   | Suzuki GSX-R1000 K8 | 2'04.382 | 2'26.357 | 2'04.382 | 4.005  | 148,681 | 22   |
| 29º  | 98  | Germania (bandiera)    | Oliver Skach       | BWIN Racing                  | Suzuki GSX-R1000 K8 | 2'04.479 | 2'23.075 | 2'04.479 | 4.102  | 148,565 | 20   |
| 30º  | 7   | Austria (bandiera)     | René Mähr          | KTM Maehr Superstock         | KTM 1190 RC8        | 2'04.523 | 2'27.076 | 2'04.523 | 4.146  | 148,512 | 21   |
| 31º  | 117 | Italia (bandiera)      | Denis Sacchetti    | Guandalini Racing by Grifo's | Ducati 1098R        | 2'04.671 | 2'29.534 | 2'04.671 | 4.294  | 148,336 | 19   |
| 32º  | 90  | Rep. Ceca (bandiera)   | Michal Drobný      | Intermoto Czech              | Honda CBR 1000RR    | 2'04.911 | 2'25.413 | 2'04.911 | 4.534  | 148,051 | 23   |
| 33º  | 99  | Paesi Bassi (bandiera) | Roy Ten Napel      | MQP Racing                   | Suzuki GSX-R1000 K8 | 2'04.993 | 2'27.743 | 2'04.993 | 4.616  | 147,954 | 21   |
| 34º  | 154 | Italia (bandiera)      | Tommaso Lorenzetti | Celani Team Suzuki Italia    | Suzuki GSX-R1000 K8 | 2'05.240 | 2'30.998 | 2'05.240 | 4.863  | 147,662 | 19   |
| 35º  | 53  | Italia (bandiera)      | Alessandro Polita  | Sterilgarda Go Eleven        | Ducati 1098R        | 2'05.426 | 2'27.608 | 2'05.426 | 5.049  | 147,443 | 16   |
| 36º  | 57  | Australia (bandiera)   | Cameron Stronach   | O SIX Kawasaki Supported     | Kawasaki ZX-10R     | 2'05.727 | 2'24.420 | 2'05.727 | 5.350  | 147,090 | 20   |
| 37º  | 996 | Italia (bandiera)      | Jonathan Gallina   | Orelac Racing by Galvin      | Kawasaki ZX-10R     | 2'05.920 |          | 2'05.920 | 5.543  | 146,865 | 16   |
| 38º  | 24  | Slovenia (bandiera)    | Marko Jerman       | MD Team Jerman               | Honda CBR 1000RR    | 2'06.389 | 2'33.202 | 2'06.389 | 6.012  | 146,320 | 19   |
| 39º  | 66  | Paesi Bassi (bandiera) | Branko Srdanov     | Zone Rouge                   | Yamaha YZF-R1       | 2'06.428 | 2'24.429 | 2'06.428 | 6.051  | 146,275 | 23   |
| 40º  | 92  | Slovenia (bandiera)    | Jure Stibilj       | MD Team Jerman               | Honda CBR 1000RR    | 2'08.367 | 2'26.658 | 2'08.367 | 7.990  | 144,065 | 21   |
| 41º  | 58  | Italia (bandiera)      | Robert Gianfardoni | R.G. Team                    | Ducati 1098R        |          | 2'34.449 | 2'34.449 | 34.072 | 119,737 | 5    |

### Gara[7]

#### Arrivati al traguardo
| Pos. | Nº  | Naz.                   | Pilota             | Squadra                      | Motocicletta        | Giri | Tempo     | Giro veloce | Velocità | Punti |
| ---- | --- | ---------------------- | ------------------ | ---------------------------- | ------------------- | ---- | --------- | ----------- | -------- | ----- |
| 1º   | 155 | Australia (bandiera)   | Brendan Roberts    | Ducati Xerox Junior          | Ducati 1098R        | 11   | 22'17.805 | 1'59.970    | 261,0    | 25    |
| 2º   | 34  | Italia (bandiera)      | Davide Giugliano   | Cruciani Moto Suzuki Italia  | Suzuki GSX-R1000 K8 | 11   | +0.307    | 2'00.545    | 262,9    | 20    |
| 3º   | 19  | Belgio (bandiera)      | Xavier Siméon      | Alstare Suzuki               | Suzuki GSX-R1000    | 11   | +0.444    | 2'00.144    | 258,5    | 16    |
| 4º   | 51  | Italia (bandiera)      | Michele Pirro      | Yamaha Lorenzini by Leoni    | Yamaha YZF-R1       | 11   | +8.763    | 2'00.876    | 260,4    | 13    |
| 5º   | 96  | Rep. Ceca (bandiera)   | Matěj Smrž         | MS Racing                    | Honda CBR 1000RR    | 11   | +9.786    | 2'00.836    | 261,7    | 11    |
| 6º   | 71  | Italia (bandiera)      | Claudio Corti      | Yamaha Motor Italia Jun.Team | Yamaha YZF-R1       | 11   | +10.713   | 2'01.062    | 264,9    | 10    |
| 7º   | 21  | Francia (bandiera)     | Maxime Berger      | Hannspree IDS Ten Kate Honda | Honda CBR 1000RR    | 11   | +13.766   | 2'00.951    | 267,5    | 9     |
| 8º   | 78  | Francia (bandiera)     | Freddy Foray       | Coutelle Junior Team Suzuki  | Suzuki GSX-R1000 K8 | 11   | +18.348   | 2'01.819    | 261,0    | 8     |
| 9º   | 119 | Italia (bandiera)      | Michele Magnoni    | Yamaha Lorenzini by Leoni    | Yamaha YZF-R1       | 11   | +19.419   | 2'01.555    | 262,9    | 7     |
| 10º  | 132 | Francia (bandiera)     | Yoann Tiberio      | Team Pedercini               | Kawasaki ZX-10R     | 11   | +22.772   | 2'02.114    | 257,9    | 6     |
| 11º  | 23  | Australia (bandiera)   | Chris Seaton       | Celani Team Suzuki Italia    | Suzuki GSX-R1000 K8 | 11   | +23.827   | 2'02.321    | 261,0    | 5     |
| 12º  | 77  | Regno Unito (bandiera) | Barry Liam Burrell | MS Racing                    | Honda CBR 1000RR    | 11   | +23.962   | 2'01.917    | 261,0    | 4     |
| 13º  | 8   | Italia (bandiera)      | Andrea Antonelli   | Althea Racing AX 52          | Honda CBR 1000RR    | 11   | +25.179   | 2'02.197    | 260,4    | 3     |
| 14º  | 87  | Australia (bandiera)   | Gareth Jones       | MIST Suzuki Racing           | Suzuki GSX-R1000 K8 | 11   | +25.778   | 2'02.211    | 258,5    | 2     |
| 15º  | 30  | Svizzera (bandiera)    | Michaël Savary     | Coutelle Junior Team Suzuki  | Suzuki GSX-R1000 K8 | 11   | +25.924   | 2'02.269    | 256,7    | 1     |
| 16º  | 53  | Italia (bandiera)      | Alessandro Polita  | Sterilgarda Go Eleven        | Ducati 1098R        | 11   | +27.910   | 2'02.322    | 257,3    |       |
| 17º  | 88  | Francia (bandiera)     | Kenny Foray        | Zone Rouge                   | Yamaha YZF-R1       | 11   | +29.311   | 2'02.995    | 259,8    |       |
| 18º  | 15  | Italia (bandiera)      | Matteo Baiocco     | O Six Kawasaki Supported     | Kawasaki ZX-10R     | 11   | +31.642   | 2'02.138    | 258,5    |       |
| 19º  | 14  | Svezia (bandiera)      | Filip Backlund     | MTM Racing                   | Suzuki GSX-R1000 K8 | 11   | +33.424   | 2'03.116    | 259,2    |       |
| 20º  | 12  | Italia (bandiera)      | Alessio Aldrovandi | Team Pedercini               | Kawasaki ZX-10R     | 11   | +34.341   | 2'03.160    | 256,7    |       |
| 21º  | 41  | Svizzera (bandiera)    | Gregory Junod      | PCP Peko Racing              | Yamaha YZF-R1       | 11   | +42.169   | 2'03.720    | 257,9    |       |
| 22º  | 98  | Germania (bandiera)    | Oliver Skach       | BWIN Racing                  | Suzuki GSX-R1000 K8 | 11   | +44.654   | 2'03.718    | 257,9    |       |
| 23º  | 18  | Regno Unito (bandiera) | Matt Bond          | MIST Suzuki Racing           | Suzuki GSX-R1000 K8 | 11   | +44.894   | 2'04.171    | 253,7    |       |
| 24º  | 117 | Italia (bandiera)      | Denis Sacchetti    | Guandalini Racing by Grifo's | Ducati 1098R        | 11   | +45.219   | 2'04.228    | 254,9    |       |
| 25º  | 89  | Italia (bandiera)      | Domenico Colucci   | Ducati Xerox Junior          | Ducati 1098R        | 11   | +45.379   | 2'03.721    | 252,5    |       |
| 26º  | 24  | Slovenia (bandiera)    | Marko Jerman       | MD Team Jerman               | Honda CBR 1000RR    | 11   | +47.406   | 2'04.575    | 254,9    |       |
| 27º  | 90  | Rep. Ceca (bandiera)   | Michal Drobný      | Intermoto Czech              | Honda CBR 1000RR    | 11   | +47.537   | 2'03.923    | 261,7    |       |
| 28º  | 99  | Paesi Bassi (bandiera) | Roy Ten Napel      | MQP Racing                   | Suzuki GSX-R1000 K8 | 11   | +48.312   | 2'04.532    | 255,5    |       |
| 29º  | 154 | Italia (bandiera)      | Tommaso Lorenzetti | Celani Team Suzuki Italia    | Suzuki GSX-R1000 K8 | 11   | +50.950   | 2'04.508    | 256,1    |       |
| 30º  | 5   | Paesi Bassi (bandiera) | Danny De Boer      | MQP Racing                   | Suzuki GSX-R1000 K8 | 11   | +51.219   | 2'04.526    | 256,1    |       |
| 31º  | 57  | Australia (bandiera)   | Cameron Stronach   | O Six Kawasaki Supported     | Kawasaki ZX-10R     | 11   | +52.173   | 2'04.567    | 254,9    |       |
| 32º  | 66  | Paesi Bassi (bandiera) | Branko Srdanov     | Zone Rouge                   | Yamaha YZF-R1       | 11   | +57.482   | 2'05.394    | 251,3    |       |
| 33º  | 7   | Austria (bandiera)     | René Mähr          | KTM Mähr Superstock          | KTM 1190 RC8        | 11   | +1'16.859 | 2'04.555    | 252,5    |       |
| 34º  | 92  | Slovenia (bandiera)    | Jure Stibilj       | MD Team Jerman               | Honda CBR 1000RR    | 11   | +1'33.598 | 2'07.836    | 252,5    |       |

#### Ritirati
| Nº  | Naz.                   | Pilota           | Squadra                     | Motocicletta        | Giri | Giro veloce | Velocità |
| --- | ---------------------- | ---------------- | --------------------------- | ------------------- | ---- | ----------- | -------- |
| 33  | Estonia (bandiera)     | Marko Rohtlaan   | Azione Corse                | Honda CBR 1000RR    | 4    | 2'02.660    | 257,9    |
| 996 | Italia (bandiera)      | Jonathan Gallina | Orelac Racing by Galvin     | Kawasaki ZX-10R     | 2    | 2'19.918    | 256,1    |
| 35  | Germania (bandiera)    | Dominic Lammert  | Suzuki International Europe | Suzuki GSX-R1000    | 1    |             | 259,2    |
| 20  | Francia (bandiera)     | Sylvain Barrier  | YZF Yamaha Junior           | Yamaha YZF-R1       | 0    |             |          |
| 16  | Paesi Bassi (bandiera) | Raymond Schouten | Vd Heyden Motors Yamaha     | Yamaha YZF-R1       | 0    |             |          |
| 111 | Italia (bandiera)      | Fabrizio Perotti | Cruciani Moto Suzuki Italia | Suzuki GSX-R1000 K8 | 0    |             |          |